# Regia
La Regia fue una estructura en dos partes de la Antigua Roma, que se encontraba en la parte oriental del Foro Romano, entre la vía Sacra, la colina de la Velia y el monte Palatino, cerca de la Casa de las Vestales.

## Ubicación
Ocupaba un trozo de terreno entre el templo de Vesta, el templo del Divino Julio y el templo de Antonino y Faustina. 

## Función
Originariamente  sirvió como la residencia o uno de los principales cuarteles generales de reyes de Roma y más tarde como la sede del Pontífice máximo, el sumo sacerdote de la religión de estado romana. En la  época de la monarquía, el rey era el jefe de la religión y sacerdote de Jano.
En este antiguo templo estaban instalados los altares y relicarios de algunos dioses romanos tradicionales, dioses que no tenían rostro, ni sexo ni mitología, como Opiconsivia (Ops) y Vesta, considerados como fuerzas espirituales, conocidos como numen. Era lugar de trabajo pero no vivienda.
La Regia fue el lugar de reunión del colegio de pontífices y a veces de los Fratres Arvales.

## Historia
Según una antigua tradición, la Regia fue construida por el segundo rey de Roma, Numa Pompilio, como un palacio real. De hecho, el término latino regia puede traducirse como residencia real. Se dice que también construyó el templo de Vesta y la casa de las vírgenes vestales así como la Domus Publica. Esto creó una zona central para la vida política y religiosa en la ciudad y en el reino. En la época de la Monarquía ya se conservaban en este edificio los documentos religiosos y jurídicos, los llamados libri pontificum y leges regiae. Los archivos de los pontífices se conservaban aquí, las fórmulas para toda clase de oraciones, votos, sacrificios, etc., el calendario del estado de los días sagrados, los Annales — la documentación de acontecimientos de cada año para referencia pública — y las leyes relativas al matrimonio, la muerte, testamentos, etc.
Ardió y fue restaurada en el año 148 a. C. (un posible incendio por los galos en el año 390 a. C.;.). Cuando César se convirtió en Pontifex Maximus, ejerció sus deberes desde la Regia. Ocho años después de la muerte de César, en el 36 a. C., volvió a incendiarse. La restauración fue llevada a cabo en mármol por Cneo Domicio Calvino, en la fundación real. 

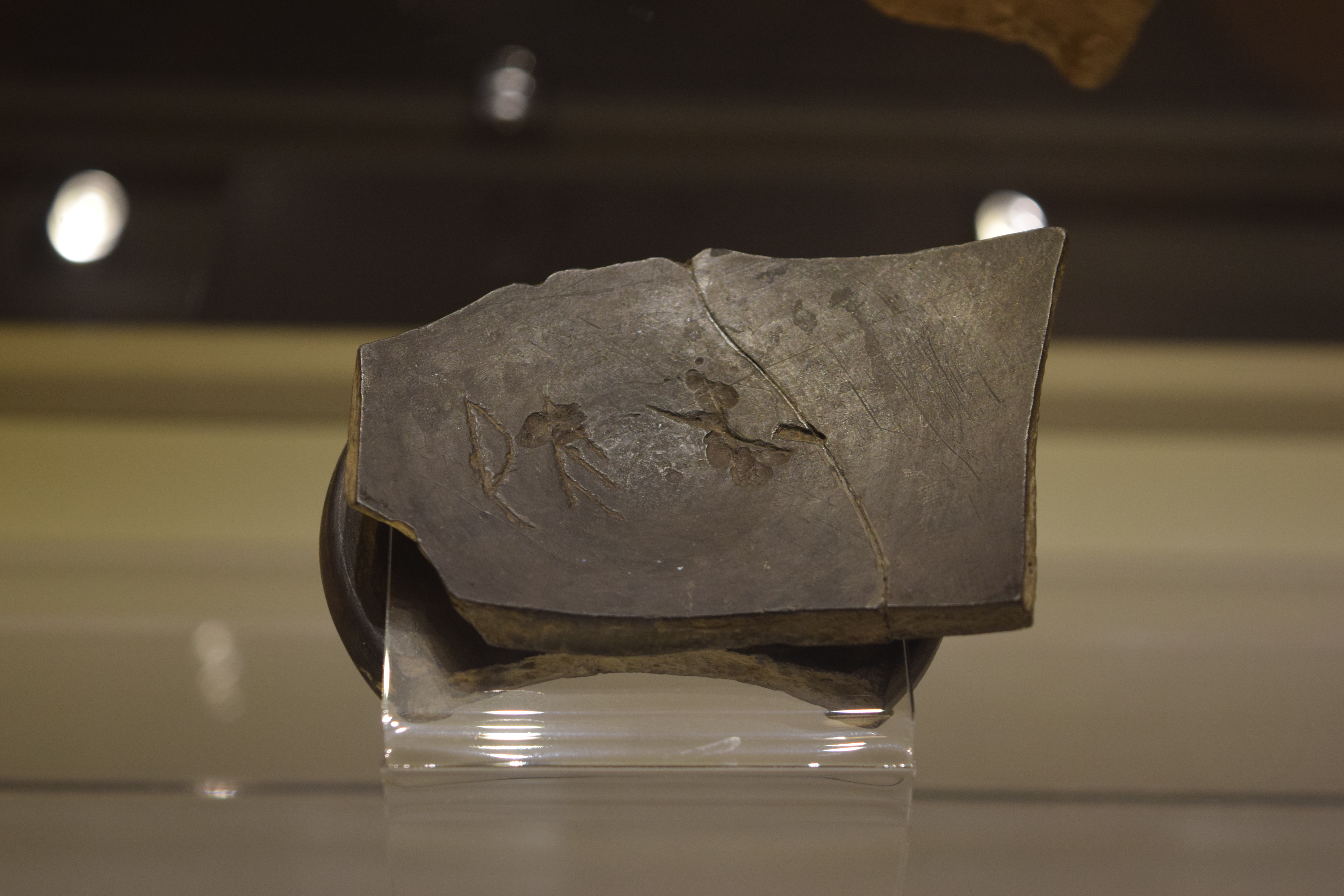
Una copa en forma de bucchero de la Regia con la inscripción "Rex".

El yacimiento de la Regia se ha investigado arqueológicamente durante algún tiempo, aunque una publicación extensa sobre el sitio aún no ha llegado. El sitio fue despejado por primera vez entre 1872 y 1875. En 1876 F. Dutert trató sobre este sitio en su volumen en el Foro Romano, y, posteriormente, Nichols identificó el lugar como la Regia en 1886. El yacimiento fue explorado de nuevo por Hülsen en 1889. El arqueólogo italiano Giacomo Boni llevó a cabo excavaciones en el yacimiento en 1899. El arqueólogo estadounidense Frank Brown cavó en este lugar en los años treinta y de nuevo en los años sesenta. Las terracotas arquitectónicas de las excavaciones de Brown se hicieron públicas en 1995.

## Descripción

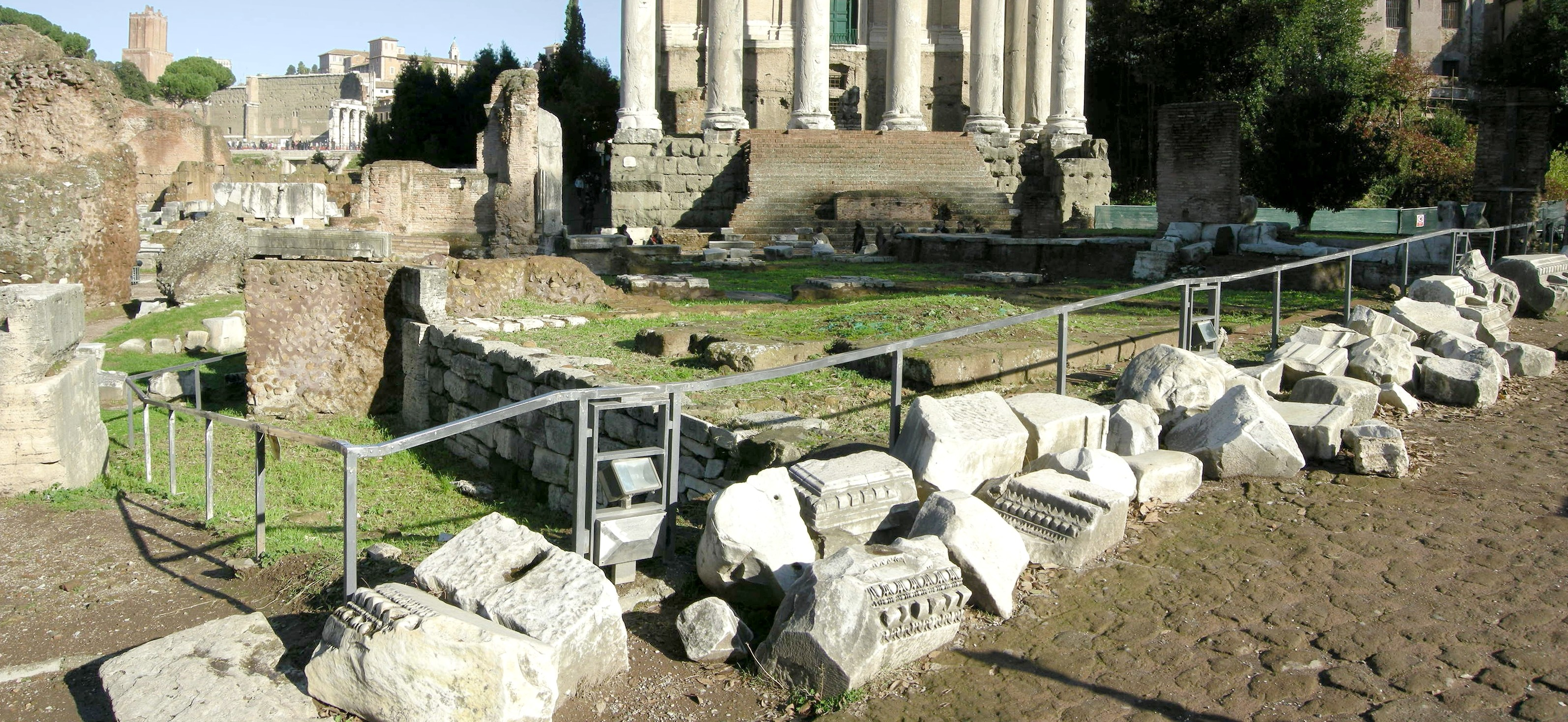
Vista panorámica de la Regia

Sólo quedan los cimientos de la Regia republicana e imperial. Como la Curia, fue destruida y reconstruida varias veces, ya en la época de la monarquía romana. Las ruinas que se conservan en el foro son probablemente no del edificio original. Destruida por un terremoto, el fuego o el saqueo de la ciudad, la "Regia" original pudo haber sido reconstruida en diferentes ubicaciones. 
La estructura reconstruida (que parece haber sido transformada en un edificio residencial privado en algún momento durante los siglos VII o VIII) tenía un patio cerrado irregularmente formado que estaba pavimentado en toba volcánica con una porción de madera. El interior estaba dividido en tres habitaciones con la entrada desde el patio a la habitación del medio. 
La habitación occidental era el santuario de Marte, sacrarium Martis, en que los ancilia (escudos) de Marte se almacenaban. Aquí, también, se alzaban las lanzas que estaban consagradas a Marte, las hastae Martiae. Según la leyenda si las lanzas del santuario de Marte comenzaban a vibrar, iba a ocurrir algo terrible. Se dice que vibraron en la noche del 14 de marzo del año 44 a. C. César, sumo sacerdote en aquella época, a pesar de las lanzas vibradoras dejó la Regia para acudir al encuentro en el Senado donde fue asesinado. Cuando se declaraba una guerra, el general acudía al sacrarium para agitar la lanza, al mismo tiempo que dirigía al dios estas palabras: ¡Mars, vigila!

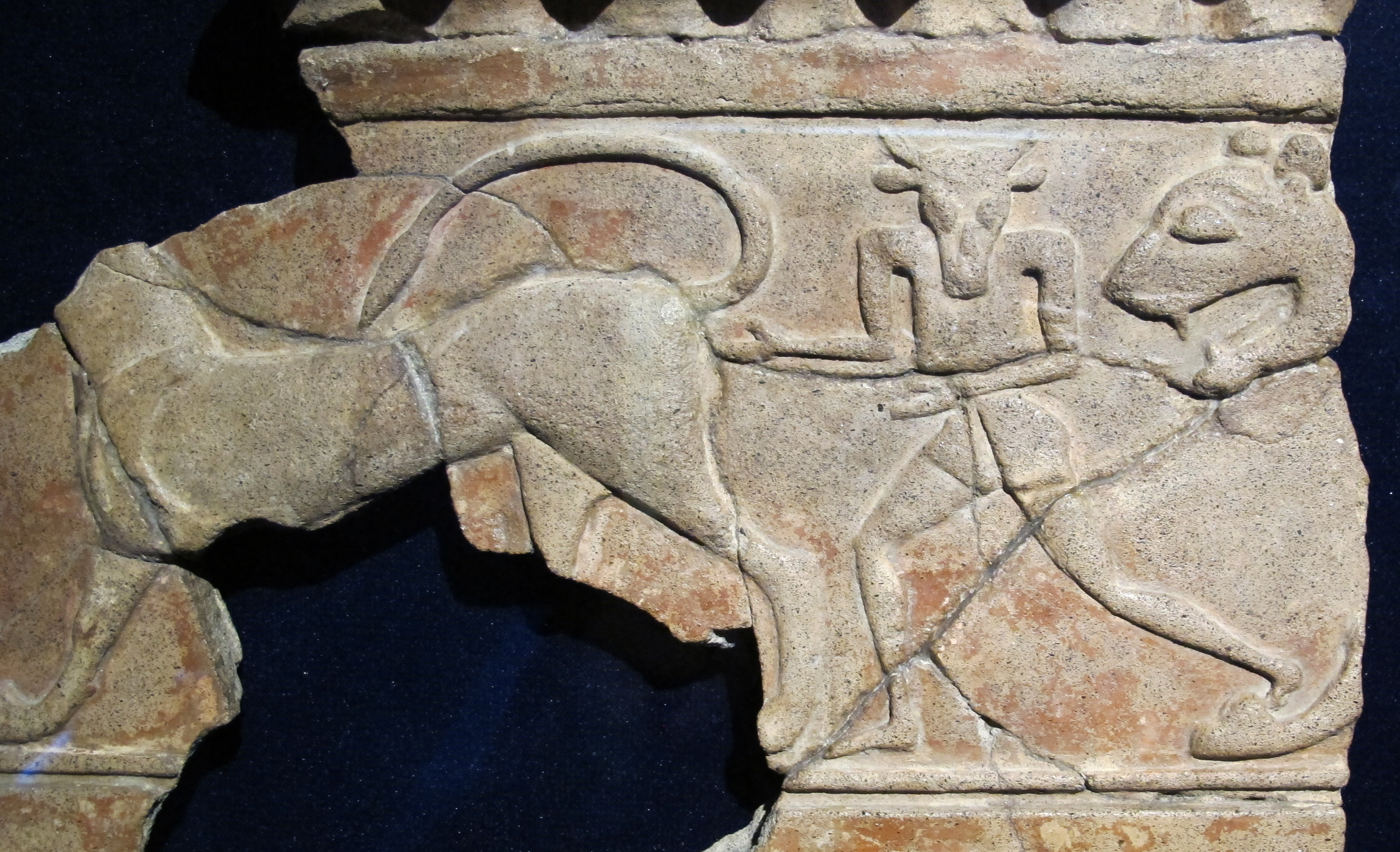
Fragmento de una placa de friso en terracota de la Regia mostrando un minotauro y felinos, h. 600–550 a. C., Antiquarium del Foro Romano

La habitación oriental contenía un santuario de Ops Consiva, tan sagrada que sólo el pontífice máximo y las vírgenes vestales podían entrar.
Las excavaciones realizadas en el siglo XX en este lugar han permitido identificar numerosos estratos de construcciones. A partir del nivel más profundo, por tanto el más antiguo, se puede reconstruir la siguiente cronología: 
- Los restos de once chozas datadas en el siglo VIII a. C. y de la primera mitad del siglo VII a. C., cercanas a tumbas de niños en la primera infancia (los enterramientos de niños se toleraban en el interior del pomerium). Hacia el año 625 a. C., estas cabañas son destruidas, lo que permitió tener suelo para desarrollar e instalar un altar en cipo con un recinto.
- Poco después se construyó la primera Regia, edificio con unos cimientos en bloques de toba volcánica, paredes de ladrillos de barro y techos de tejas. Sus dos habitaciones son precedidas por un pórtico que se abre a un patio trapezoidal. Este edificio fue destruido por el fuego.
- Una construcción de 580 a. C., con decoraciones de terracota policromada: antefijas a Gorgona, frisos de revestimiento pintados, con el dibujo de un jinete armado. Este edificio también fue destruido por el fuego.
- Una construcción que data del tercer cuarto del siglo VI a. C. (h. 550/525). El edificio es desplazado y reorganizado en un conjunto de tres piezas sobre el lado oriental del patio. Está decorado con terracotas arquitectónicas de estilo jónico.
- A finales del siglo VI a. C., por lo tanto a principios de la República romana, la Regia fue completamente reconstruida para el rex sacrorum, con tres piezas en el lado meridional, y otras al norte con un pórtico.
- Una reconstrucción de finales del siglo III a. C.
- Una reconstrucción en mármol, que data del 36 a. C., en tiempos de Augusto.

La arqueología constata pues una construcción bajo la monarquía romana, pero la sitúa aproximadamente a finales del reinado de Anco Marcio o a principios del de Tarquinio el Viejo, según la cronología tradicional. 
Entre los objetos recuperados en las excavaciones de la Regia, se encuentra un fragmento de una taza grande y negra de estilo etrusco y calidad fina (bucchero) que lleva en la parte inferior la inscripción "REX" grabada con letras de 2 centímetros de altura. De acuerdo con la forma arcaica de la E y la semejanza de la R con una rho griega que se encuentra en Siracusa, M. Guarducci data la copa entre 530 a. C. y 510 a. C. Según FE Brown dataría de principios de la República y podría haber pertenecido al rex sacrorum. Otros arqueólogos la datan más ajustadamente en la segunda mitad del siglo VI a. C., lo que deja en incertidumbre su uso entre un rey etrusco y un rex sacrorum.